# 吴茵
吴茵（1909年8月2日—1991年4月10日），女，江苏吴县人，生于天津，中国电影与话剧演员，她一生共演出了45部電影和48个舞台剧。以扮演老年妇女形象著称，被誉为中国影坛“第一老太婆”。

## 生平
吴茵1909年生于天津，江苏吴县人。幼年时被送给父亲的杨姓结拜兄弟做女儿，改名杨瑛。但13岁时回到生母身边。
吴茵1929年在上海城东女校学习。在田汉著作，应云卫导演的话剧《苏州夜话》中初次亮相戏剧演出。因家庭反对她的表演事业与首任丈夫离婚。1935年参加蔡楚生编导，阮玲玉主演的《新女性》拍摄。1936年经应云卫介绍加盟明星影片公司。
抗日战争时吴茵赴重庆，参加了《火的洗礼》、《塞上风云》、《青年中国》等影片的拍摄。抗战胜利后返回上海，加盟昆仑影业公司。拍摄了《八千里路云和月》、《希望在人间》、《三毛流浪记》等影片。以在《一江春水向东流》、《万家灯火》中的演出和《乌鸦与麻雀》中的肖太太形象最负盛名。
1949年后演出《武训传》、《宋景诗》、《今天我休息》、《家庭问题》等影片。1957年被划为右派，文革中被批斗，两腿残废。丈夫电影人孟君谋被迫害致死。
1978年12月11日平反，1985年加入中国共产党，参加《男人的世界》，《啼笑皆非》，《落山风》等演出。1991年去世。
1957年因《乌鸦与麻雀》获文化部评奖个人一等奖。2005年11月被评为中国电影百年百位优秀演员之一。

## 主要作品
- 《落山风》 （1990年）
- 《男人的世界》MAN’S DILEMMA（1987年）
- 《这不是误会》 THIS IS NOT A MISTAKE（1982年）
- 《家庭问题》（1964年）
- 《球迷》（1963年）
- 《今天我休息》 （1959年）
- 《小白旗的风波》 （1956年）
- 《小伙伴》 （1956年）
- 《宋景诗》（1955年）
- 《纺花曲》（1953年）
- 《我们夫妻之间》 （1951年）
- 《武训传》 （1950年）
- 《乌鸦与麻雀》（1949年）
- 《希望在人间》（1949年）
- 《大团圆》（1948年）
- 《万家灯火》（1948年）
- 《新闺怨》（1948年）
- 《八千里路云和月》 （1947年）
- 《遥远的爱》 （1947年）
- 《一江春水向东流》 （1947年）
- 《塞上风云》 （1942年）
- 《十字街头》 （1937年）
- 《花花草草》 （1936年）
- 《清明时节》（1936年）
- 《生死同心》（1936年）
- 《都市风光》（1935年）
- 《小姨》 （1935年）
- 《新女性》 （1934年）